# Strmac (Užice)
Strmac (em cirílico: Стрмац) é uma vila da Sérvia localizada no município de Užice, pertencente ao distrito de Zlatibor, na região de Stari Vlah. A sua população era de 228 habitantes segundo o censo de 2011.

## Demografia
| 1948 | 1953 | 1961 | 1971 | 1981 | 1991 | 2002 | 2011 |
| ---- | ---- | ---- | ---- | ---- | ---- | ---- | ---- |
| 559  | 569  | 551  | 468  | 357  | 287  | 296  | 228  |